# Arkitektfirmaet C.F. Møller

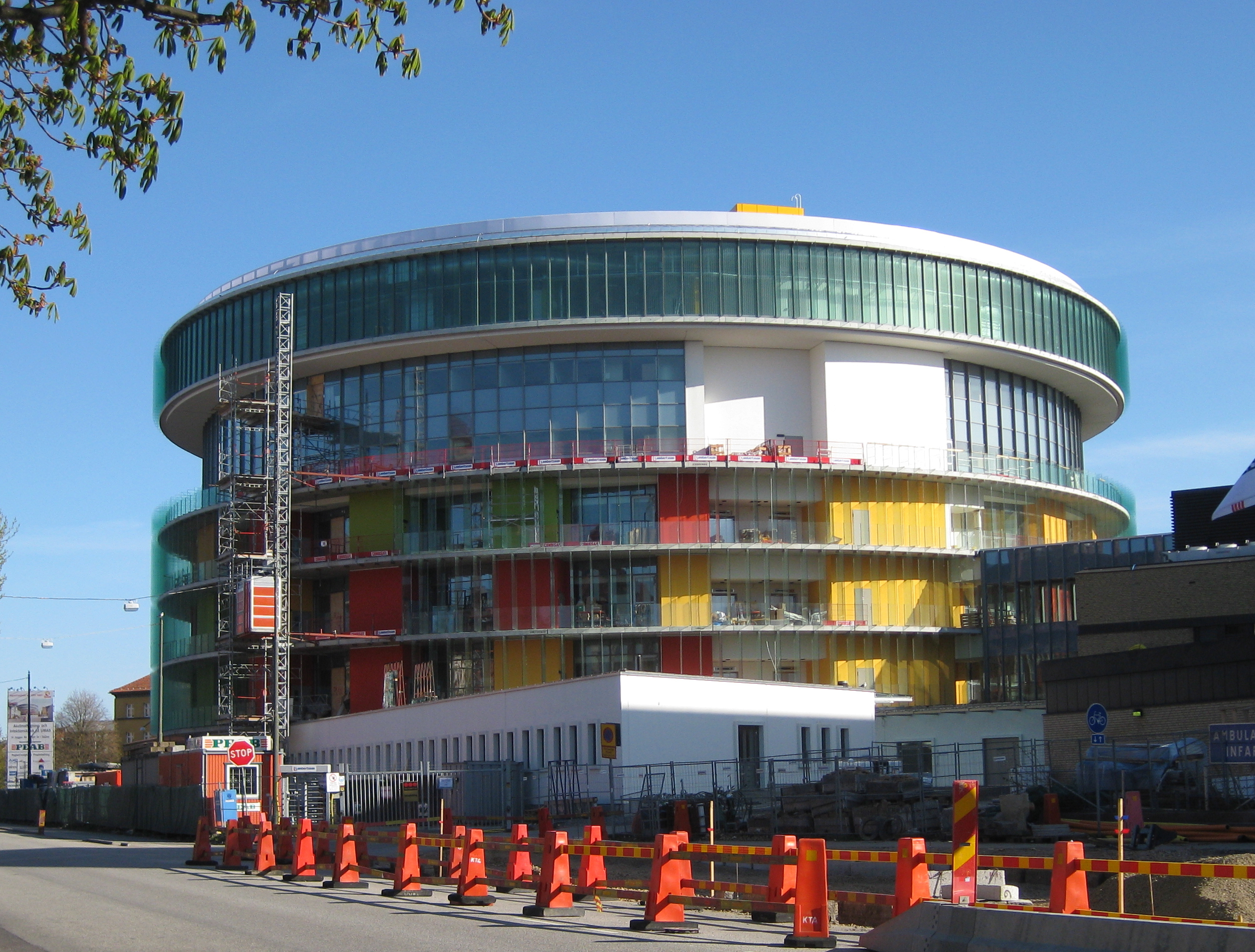
Akut- och infektionskliniken vid Skånes universitetssjukhus i Malmö

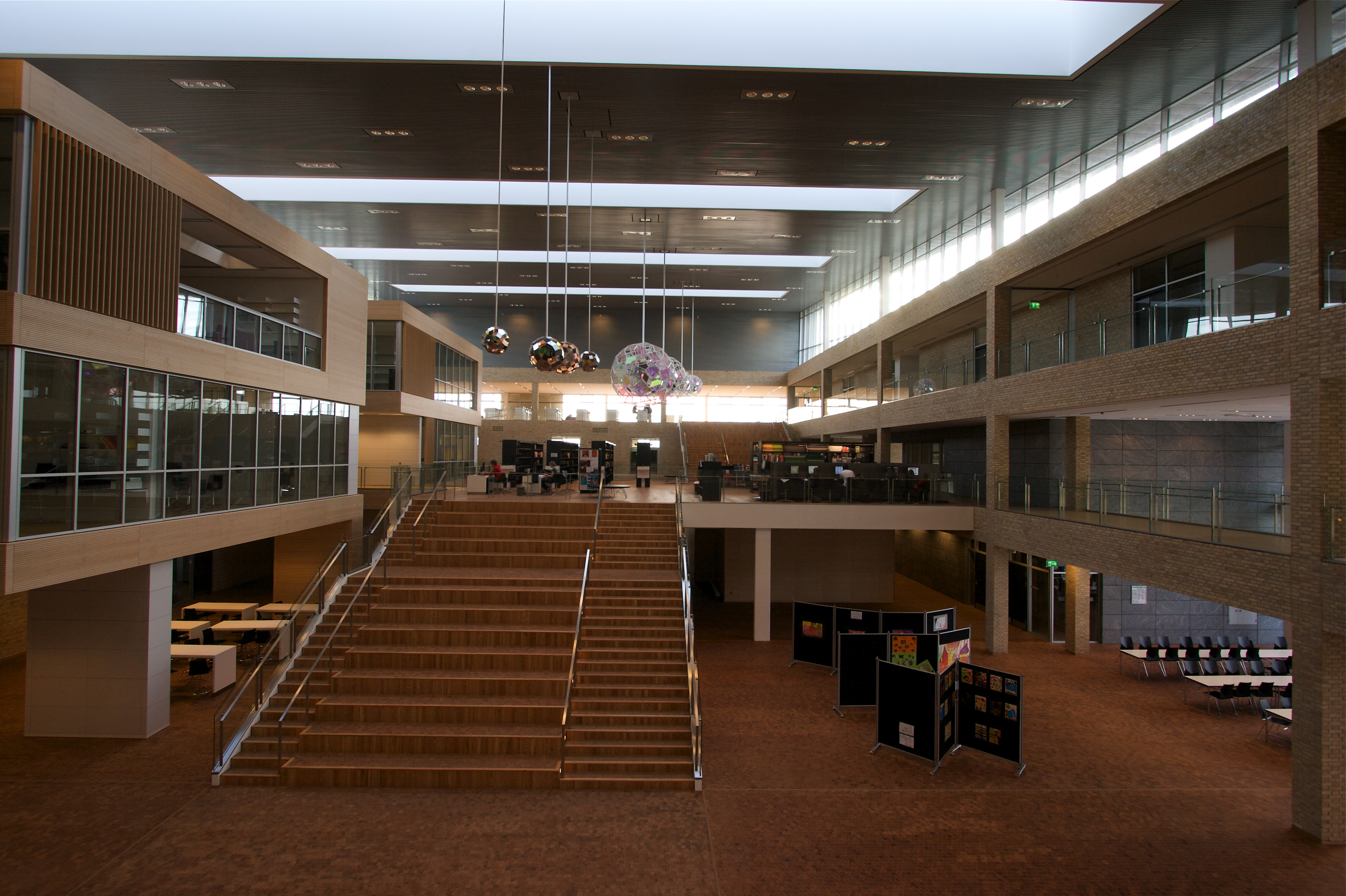
A.P. Møllerskolan i Schleswig i Tyskland

Arkitektfirmaet C.F. Møller (numera C.F. Møller Architects) är ett danskt arkitektkontor med huvudkontor i Århus. 
Arkitektfirmaet C.F. Møller, tidigare C.F. Møllers Tegnestue, är ett av Skandinaviens äldsta och största arkitektkontor med kontor i Århus, Köpenhamn, Ålborg, Oslo, London, Berlin, Malmö och Stockholm. Kontoret grundades 1924 av Carl Frederik Møller och arbetar med arkitektur, stadsplanering och landskapsarkitektur. 
I Sverige har C.F. Møller ritat Alviks Torn, Zenhusen och Biomedicum på Karolinska Institutet i Stockholm samt Swedbank Stadion i Malmö. Akut- och infektionskliniken vid Skånes universitetssjukhus i Malmö, som nominerades till 2010 års Kasper Salinpris. Under 2016/17 färdigställdes även Värtaterminalen, Silja Lines och Tallinks färjeterminal, i Stockholm.  
C.F. Møller Architects äger sedan 2007 Berg Arkitektkontor i Stockholm.

## Projekt i urval
- 1933 Aarhus Universitet
- 1934 Århus Kommunehospital
- 1955 Århus Stadion
- 1959 Møllevangskirken i Århus
- 1966 Herning Kunstmuseum i Herning
- 1976 Ravnsbjergkirken, Århus
- 1976 Carl-Henning Pedersen og Else Alfelts Museum  i Herning
- 1998 Statens Museum for Kunst, København
- 2003 Århus Kunstbygning
- 2003 Vendsyssel Kunstmuseum i Hjørring
- 2006 Randers Stadion i Randers
- 2008 A.P. Møllerskolan i Schleswig i Tyskland
- 2009 Swedbank Stadion, Malmö
- 2009 Akershus Universitetssjukhus i Oslo
- 2011[1] Akut- och infektionskliniken vid Skånes universitetssjukhus i Malmö med SAMARK som underkonsult)
- 2014 Alviks Torn i Stockholm
- 2019 The Point, skyskrapa i Malmö